# Tour de Corse 1980
Le Tour de Corse 1980 (24e Tour de Corse), disputé du 23 au 26 octobre 1980, est la quatre-vingt-cinquième manche du championnat du monde des rallyes (WRC) courue depuis 1973, et la dixième manche du championnat du monde des rallyes 1980.

## Contexte avant la course

### Le championnat du monde
Ayant succédé en 1973 au championnat international des marques (en vigueur de 1970 à 1972), le championnat du monde des rallyes se dispute sur une douzaine de manches, dont les plus célèbres épreuves routières internationales, telles le Rallye Monte-Carlo, le Safari ou le RAC Rally. Parallèlement au championnat des constructeurs, la Commission Sportive Internationale (CSI) a depuis 1979 créé un véritable championnat des pilotes qui fait suite à la controversée Coupe des conducteurs instaurée en 1977, dont le calendrier incluait des épreuves de second plan. Pour la saison 1980, la CSI a exclu les manches suédoise et finlandaise du championnat constructeurs, ces deux épreuves comptant uniquement pour le classement des pilotes. Huit des douze manches du calendrier se disputent en Europe, deux en Afrique, une en Amérique du Sud et une en Océanie. Elles sont réservées aux voitures des catégories suivantes :
- Groupe 1 : voitures de tourisme de série
- Groupe 2 : voitures de tourisme spéciales
- Groupe 3 : voitures de grand tourisme de série
- Groupe 4 : voitures de grand tourisme spéciales

La saison 1980 a été dominée par Fiat, en passe de remporter un troisième titre des constructeurs avec ses 131 Abarth. Le constructeur italien s’est imposé à quatre reprises cette saison avec Walter Röhrl (Monte-Carlo, Portugal, Argentine et San Remo) et compte également une victoire aux 1000 lacs (uniquement dans le cadre du championnat des pilotes), avec Markku Alén. En l’absence de Ford et de Mercedes-Benz en Corse, Datsun est la seule marque pouvant encore battre Fiat, mais avec 37 points de retard la tâche semble presque impossible  pour les berlines 160J groupe 2, surtout à l’aise sur les pistes difficiles telles celles du Safari ou de Nouvelle-Zélande où leur robustesse a grandement contribué à leur succès. Côté pilotes, malgré l’absence de ses plus dangereux rivaux et bien que les chances de victoire de la Datsun de Timo Salonen en Corse soient pratiquement nulles, Röhrl a tenu à ajouter cette épreuve à son programme, un classement dans les neuf premiers lui assurant le titre.

Les candidats au titre
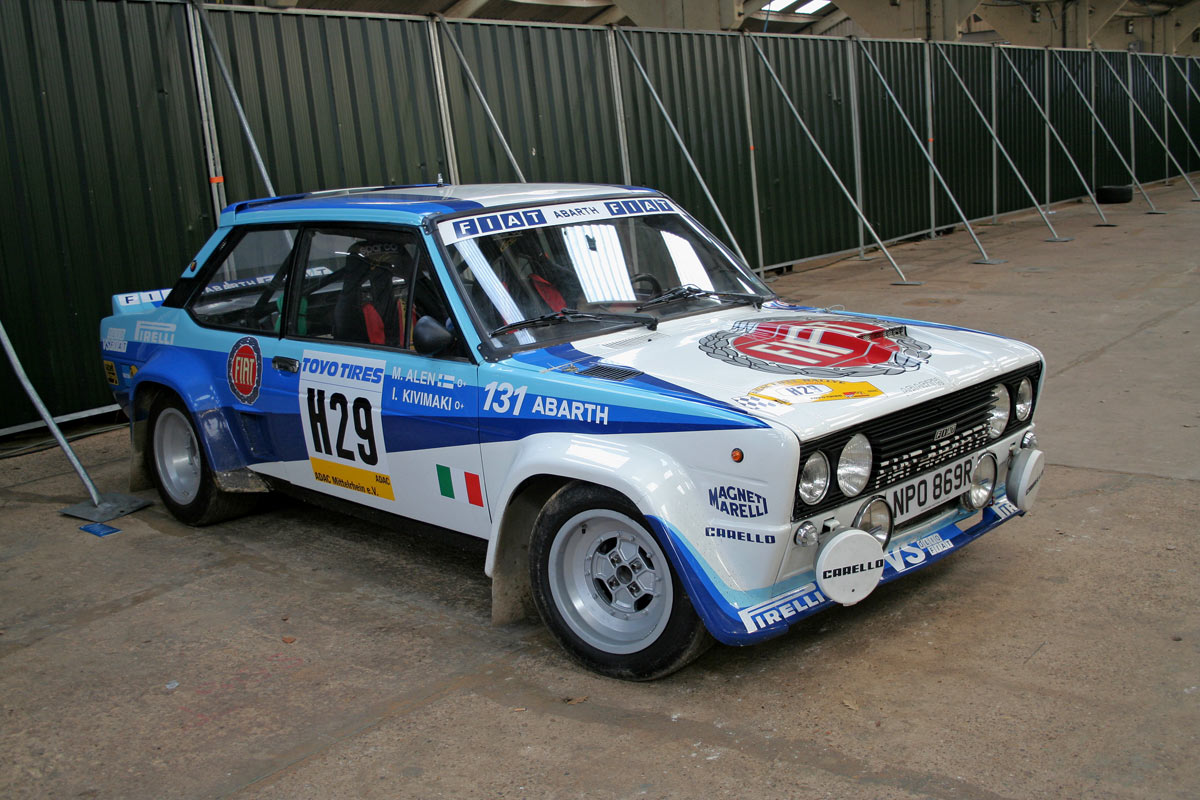
La Fiat 131 Abarth groupe 4 de Walter Röhrl
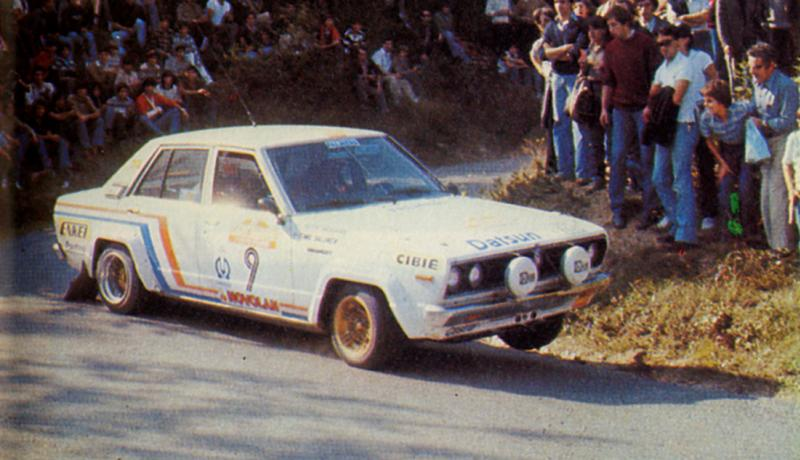
La Datsun 160J groupe 2 de Timo Salonen

### L'épreuve
C’est en 1956 que deux passionnés de sport automobile, le comte Peraldi et le docteur Jean Sermonard, créèrent le Tour de Corse, rallye automnal se déroulant intégralement sur l’Île de Beauté, le parcours alternant à l’origine entre pistes en terre et routes goudronnées. Dès le début des années 1960, l’épreuve (rapidement surnommée « rallye aux 10000 virages » en raison de son parcours très accidenté) profita de l’amélioration du réseau routier de l’île et se disputa intégralement sur asphalte. Devenue internationale, l’épreuve fut intégrée au calendrier du championnat d’ Europe, puis à celui du championnat du monde des constructeurs lors de sa création en 1973. S’étant imposé à cinq reprises  entre 1970 et 1979, Bernard Darniche y détient le record de victoires.

## Le parcours
- départ : 23 octobre 1980 d'Ajaccio
- arrivée : 25 octobre 1980 à Ajaccio

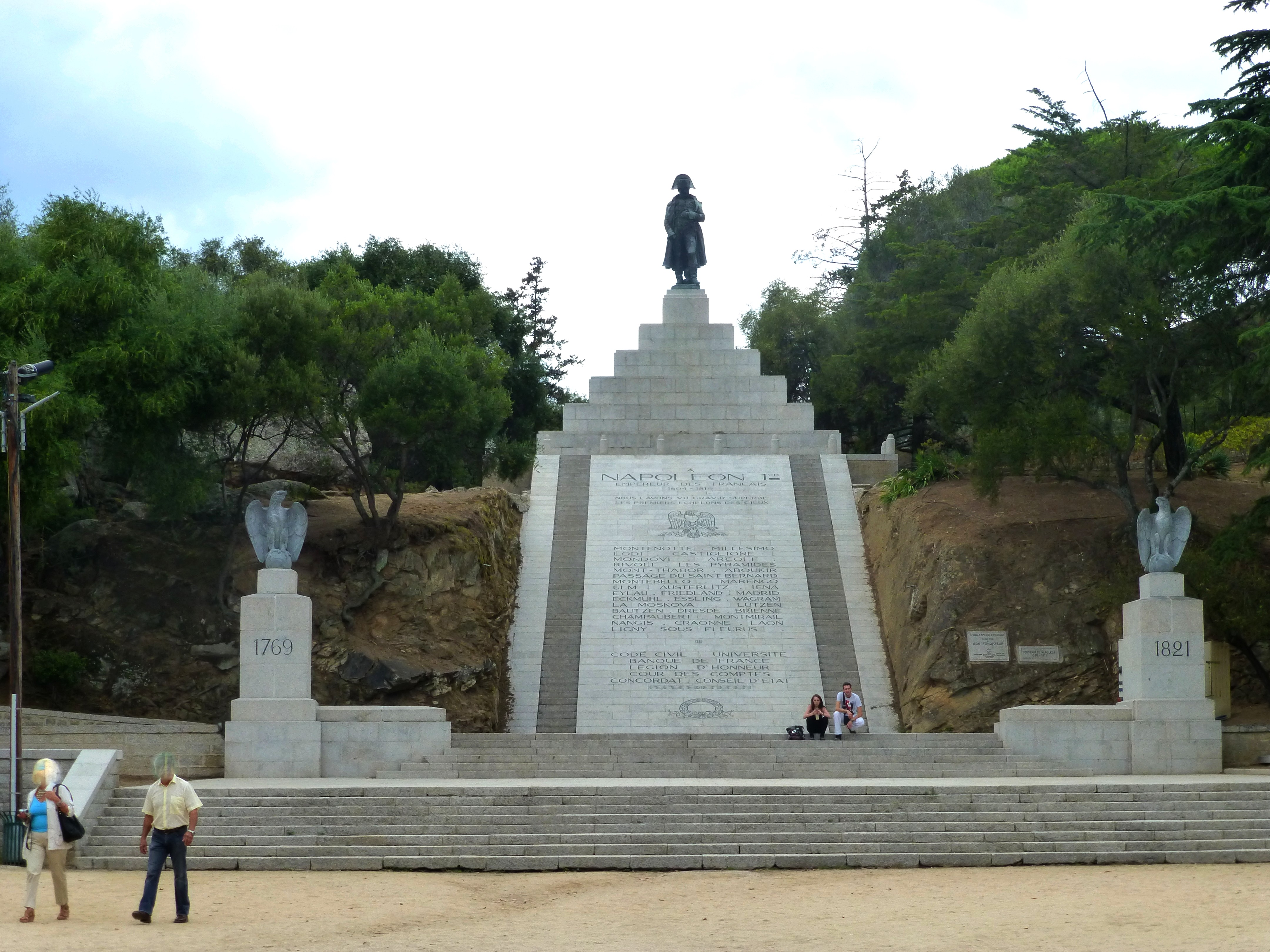
Comme en 1979, le départ sera donné place d'Austerlitz, à Ajaccio.

- vérifications techniques : le 26 octobre 1980 à Ajaccio
- distance : 1602,6 km, dont 1128 km sur 18 épreuves spéciales (dont 13 à temps imparti)
- surface : asphalte
- Parcours divisé en deux étapes[3]

### Première étape
- Ajaccio - Muracciole - Bastia, du 23 au 24 octobre
- 791,6 km dont 551,1 km sur 10 épreuves spéciales

### Deuxième étape
- Bastia - Saint-Roch - Quenza - Ajaccio, du 24 au 25 octobre
- 811 km dont 576,9 km sur 8 épreuves spéciales

## Les forces en présence
- Fiat

L'usine aligne trois 131 Abarth groupe 4 pour Walter Röhrl, Attilio Bettega et Bernard Darniche. Il s'agit des versions allégées (920 kg), dotées de suspensions à ressorts courts, pour l'asphalte. Leurs moteurs deux litres seize soupapes à injection Kugelfischer développent 225 chevaux à 7500 tr/min. Au côté des voitures officielles, l'écurie Fiat France dirigée par Jean Vinatier a engagé deux modèles presque identiques (pesant cependant près d'une tonne) pour Jean-Claude Andruet et Michèle Mouton. Les Fiat utilisent des pneus Pirelli.
- Datsun

Même si ses chances de rattraper Fiat au championnat, Datsun a tenu à engager deux berlines 160J groupe 2 en Corse, confiées à Timo Salonen et Andy Dawson. Avec seulement 190 chevaux, ces voitures de 990 kg ne peuvent s'imposer à la régulière sur les routes corses, mais peuvent toutefois obtenir un excellent résultat dans leur catégorie. Les Datsun sont chaussées de pneus Kléber pour cette course.
- Renault

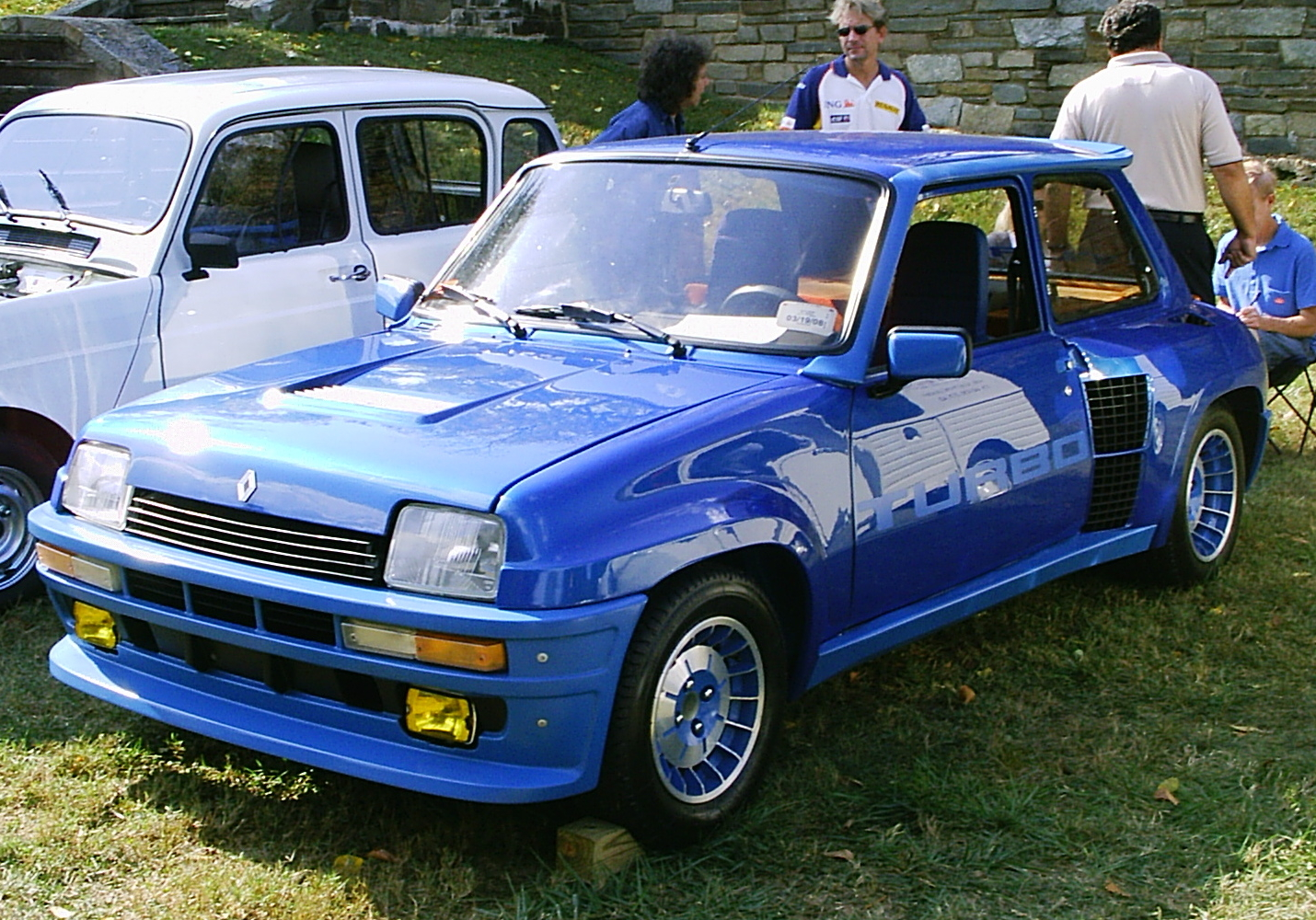
Une Renault 5 Turbo de route, base de la version groupe 4 développée par Renault Sport.

Renault Sport fait débuter en championnat du monde sa nouvelle Renault 5 Turbo, homologuée en groupe 4 depuis septembre. Elle est aux mains de Jean Ragnotti, qui en a assuré la mise au point et qui, sans des problèmes de collecteur d'échappement et d'allumage, l'aurait imposée au dernier Tour auto. Cette voiture de 925 kg est équipée d'un moteur quatre cylindres de 1397 cm3, placé en position centrale arrière. Alimenté par un système d'injection Bosch K-Jetronic et muni d'un turbocompresseur Garrett T3, il développe 250 chevaux à 6000 tr/min. Le concessionnaire Renault de Bastia a de son côté engagé trois de ces modèles pour Jean-Pierre Manzagol, Francis Serpaggi et Claude Balesi, dans des versions toutefois plus sages (moins de 200 chevaux) que le modèle d'usine. L'équipe Gitanes aligne une voiture identique, mise au point par le préparateur Arthur Bozian, pour Bruno Saby. Tous utilisent des pneus Michelin.
- Opel

En l'absence des voitures de l'Euro Händler Team, forfait, la seule Ascona 400 groupe 4 présente en Corse est celle engagée par l'équipe Simon-Clarr Racing, préparée par Edmond Simon, aux mains de Jean-Louis Clarr. Pesant environ 1100 kg, elle dispose d'un moteur quatre cylindres de 2420 cm3, avec distribution par double arbre à cames en tête et seize soupapes. Alimenté par deux carburateurs double-corps Weber, il délivre 245 chevaux à 6900 tr/min. Le pilote français avait débuté sur cette voiture au dernier Tour de France, mais n’avait alors pu exploiter tout son potentiel faute de suspensions adaptées à l’asphalte ; quelques améliorations ont depuis été apportées, mais l’auto manque encore de mise au point sur ce terrain.
La marque allemande est également représentée dans les groupes 1 et 2, de nombreux pilotes amateurs alignant des Ascona ou des Kadett GT/E dans ces catégories.
- Talbot

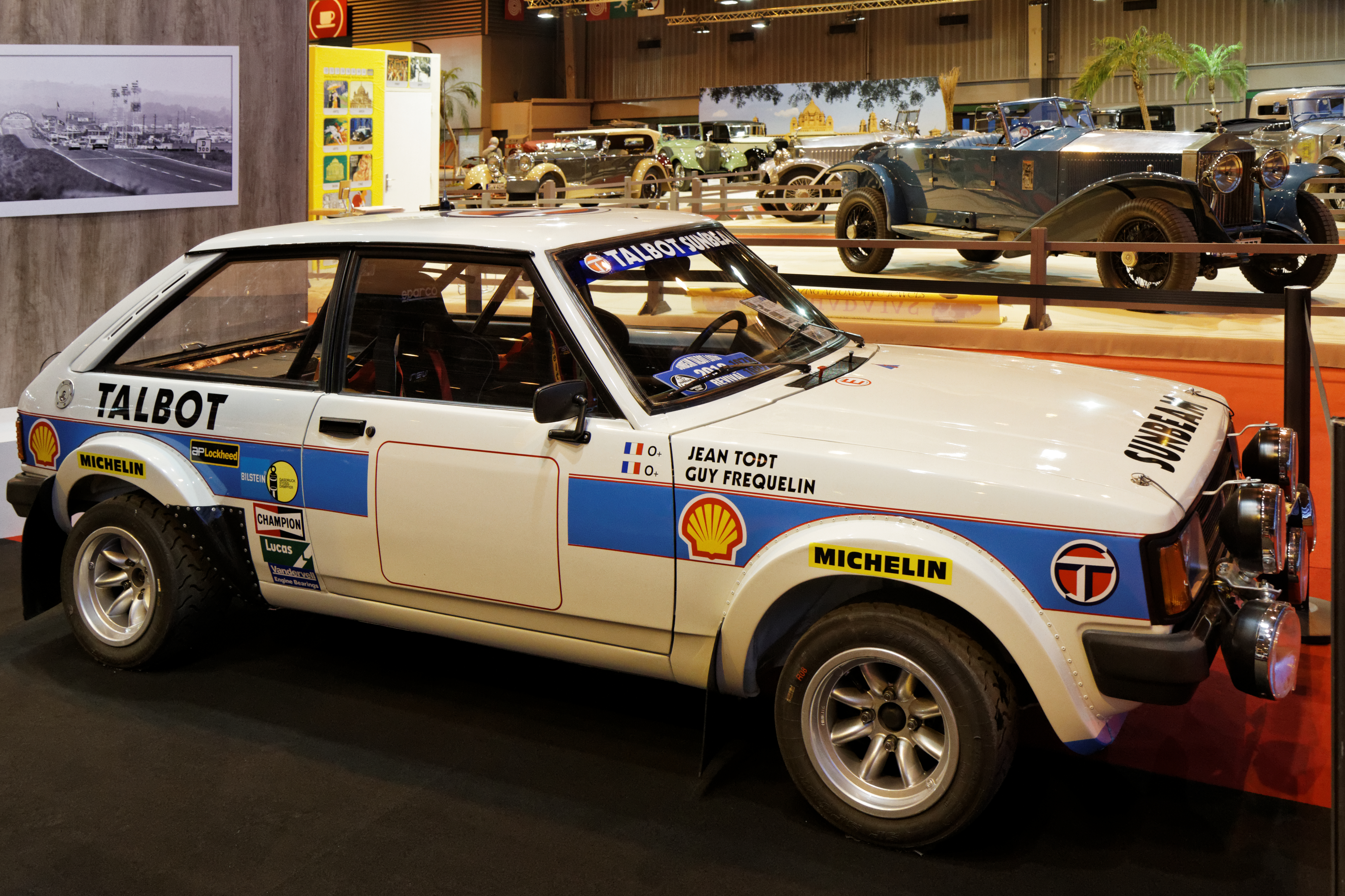
La Talbot Lotus groupe 2

Comme au dernier rallye Sanremo, Talbot a engagé deux Sunbeam Lotus groupe 2 (environ une tonne en version asphalte, moteur quatre cylindres seize soupapes de 2200 cm3 alimenté par deux carburateurs double-corps, 250 chevaux) pour Guy Fréquelin et Henri Toivonen. Après avoir participé aux reconnaissances de l'épreuve avec son coéquipier, Toivonen a toutefois renoncé à prendre le départ, estimant que son copilote Antero Lindqvist et lui-même n'avaient pas acquis suffisamment d'expérience sur ce terrain difficile. Une seule Talbot Lotus officielle est donc présente, chaussée de pneus Michelin.
- Porsche

Esso a engagé deux Porsche 911 SC groupe 4 préparées chez Alméras (moteur six cylindres en porte-à-faux arrière, trois litres de cylindrée, 280 chevaux), pour Jean-Luc Thérier et Alain Coppier. De nombreux pilotes indépendants s’alignent sur des 911 SC de série (une voiture pratiquement imbattable en groupe 3), les plus en vue étant Francis Vincent, Jean-Pierre Ballet, Pierre-Louis Moreau et Christian Gardavot.
- Peugeot

Esso est également présent en catégorie ‘Diesel’, avec deux 505 SRD groupe 2 confiées à Claude Laurent et Christian Dorche.

## Déroulement de la course

### Première étape

#### Ajaccio - Bicchisano - Liamone - Ajaccio
Les 122 équipages s’élancent de la place d'Austerlitz d'Ajaccio le jeudi soir, pour une boucle passant par Bicchisano, Liamone, Prunelli et Aullène. Les pluies qui ont sévi avant le départ ont rendu les routes très glissantes. Le premier tronçon chronométré est relativement court mais permet déjà à Jean Ragnotti et sa Renault 5 Turbo de prendre une sérieuse avance sur ses adversaires, le pilote de Renault-Sport reléguant la Talbot de Guy Fréquelin, son suivant immédiat, à quatorze secondes en seulement dix kilomètres ! Juste derrière viennent les quatre Fiat de Jean-Claude Andruet, Attilio Bettega, Michèle Mouton et Bernard Darniche, qui se tiennent en quelques secondes. Ragnotti enfonce le clou dans la seconde épreuve spéciale, sur les soixante-neuf kilomètres entre le hameau d'Acqua Doria et le village de Bicchisano, secteur où il rattrape et laisse littéralement sur place les trois voitures qui le précédaient au départ : la Fiat de Walter Röhrl, la Talbot de Guy Fréquelin et la Datsun de Timo Salonen, parties respectivement une minute, deux minutes et trois minutes avant lui ! Seul Andruet parvient à limiter les dégâts, le pilote Fiat-France, concédant tout de même quarante-cinq secondes sur ce tronçon, prenant la deuxième place du classement général devant Bettega et Mouton. Fréquelin a rétrogradé en sixième position, juste devant la Porsche de Jean-Luc Thérier, en proie à des problèmes de freins qui seront rapidement réglés par son assistance. Au cours de la nuit Ragnotti va rapidement porter son avance sur Andruet à près de deux minutes mais une crevaison dans la cinquième épreuve spéciale, entre Liamone et Suaricchio, va lui faire perdre six minutes et trois places au classement. Andruet regagne le parc fermé d'Ajaccio en tête, avec un peu plus d'une demi-minute d'avance sur Darniche. Une crevaison lente l'ayant ralentie dans les derniers kilomètres prive Michèle Mouton, auteur d'excellentes performances dans les secteurs précédents, de la seconde place provisoire, la Française se retrouvant finalement cinquième derrière Fréquelin (qui domine largement le groupe 2) et Ragnotti. Bettega, retardé par un problème de distribution, est sixième juste devant son coéquipier Röhrl et la Porsche de Thérier, ce dernier ayant été considérablement gêné par des émanations d'essence dans l'habitacle. Sorti de la route à Olivese, Salonen n'a pu continuer : son abandon assure à Röhrl le titre de champion du monde 1980, quelle que soit l'issue de la course.
| Pos. | Pilote               | Copilote                | Voiture              | Groupe | Temps           | Écart         |
| ---- | -------------------- | ----------------------- | -------------------- | ------ | --------------- | ------------- |
| 1    | Jean-Claude Andruet  | 'Biche'                 | Fiat 131 Abarth      | 4      | 2 h 49 min 28 s |               |
| 2    | Bernard Darniche     | Alain Mahé              | Fiat 131 Abarth      | 4      | 2 h 50 min 03 s | + 35 s        |
| 3    | Guy Fréquelin        | Jean Todt               | Talbot Sunbeam Lotus | 2      | 2 h 52 min 13 s | + 2 min 45 s  |
| 4    | Jean Ragnotti        | Jean-Marc Andrié        | Renault 5 Turbo      | 4      | 2 h 53 min 18 s | + 3 min 50 s  |
| 5    | Michèle Mouton       | Annie Arrii             | Fiat 131 Abarth      | 4      | 2 h 53 min 22 s | + 3 min 54 s  |
| 6    | Attilio Bettega      | Arnaldo Bernacchini     | Fiat 131 Abarth      | 4      | 2 h 53 min 59 s | + 4 min 31 s  |
| 7    | Walter Röhrl         | Christian Geistdörfer   | Fiat 131 Abarth      | 4      | 2 h 55 min 22 s | + 5 min 54 s  |
| 8    | Jean-Luc Thérier     | Michel Vial             | Porsche 911 SC       | 4      | 2 h 55 min 42 s | + 6 min 14 s  |
| 9    | Jean-Louis Clarr     | Jean-François Fauchille | Opel Ascona 400      | 4      | 2 h 56 min 37 s | + 7 min 09 s  |
| 10   | Alain Coppier        | Josépha Laloz           | Porsche 911 SC       | 4      | 2 h 59 min 14 s | + 9 min 46 s  |
| 11   | Bruno Saby           | 'Tilber'                | Renault 5 Turbo      | 4      | 3 h 00 min 22 s | + 10 min 54 s |
| 12   | Jean-Pierre Manzagol | Jean-François Filippi   | Renault 5 Turbo      | 4      | 3 h 00 min 32 s | + 11 min 04 s |
| 13   | Jean-Pierre Ballet   | Gérard Kerespert        | Porsche 911 SC       | 3      | 3 h 01 min 24 s | + 11 min 56 s |
| 14   | Andy Dawson          | Kevin Gormley           | Datsun 160J PA10     | 2      | 3 h 06 min 22 s | + 11 min 54 s |
| 15   | Robert Simonetti     | Daniel Rognoni          | Porsche 911 SC       | 4      | 3 h 07 min 03 s | + 17 min 35 s |
| 16   | Francis Vincent      | Willy Huret             | Porsche 911 SC       | 3      | 3 h 08 min 51 s | + 19 min 23 s |

#### Ajaccio - Muracciole - Bastia
Lorsque les concurrents repartent d'Ajaccio après une courte halte, le vendredi matin, les routes sont sèches. Sur la très longue épreuve spéciale (cent-quatorze kilomètres) menant au hameau d'Abbazia, sur la côte est, Ragnotti rattrape rapidement son retard, reprenant la seconde place à Darniche et revenant à moins d'une minute d'Andruet. À l'arrivée du secteur suivant, à Zonza, il n'en est plus qu'à trente secondes. Il reprend logiquement le commandement dans la spéciale entre Aullène et Vivario, longue de plus de quatre-vingts kilomètres ; Andruet a concédé deux minutes sur ce parcours très accidenté, et compte désormais une minute et demie de retard sur la Renault 5 Turbo. Darniche est toujours troisième mais derrière Michèle Mouton a été retardée par un collecteur d'échappement cassé et a perdu deux places au profit de Thérier et Fréquelin. L'abandon d'Andruet (pompe à injection hors d'usage) dans le tronçon suivant conforte la position de Ragnotti, qui baisse sensiblement sa cadence et rallie Bastia avec plus de deux minutes et demie d'avance sur Darniche et Thérier, séparés par une seule seconde. Un mauvais montage de roues a coûté deux places à Fréquelin, qui a rétrogradé derrière Mouton et Röhrl. Le pilote Talbot reste néanmoins largement en tête du groupe 2. Le parcours très difficile a entraîné de nombreux abandons, seul un quart des concurrents terminant cette première étape.

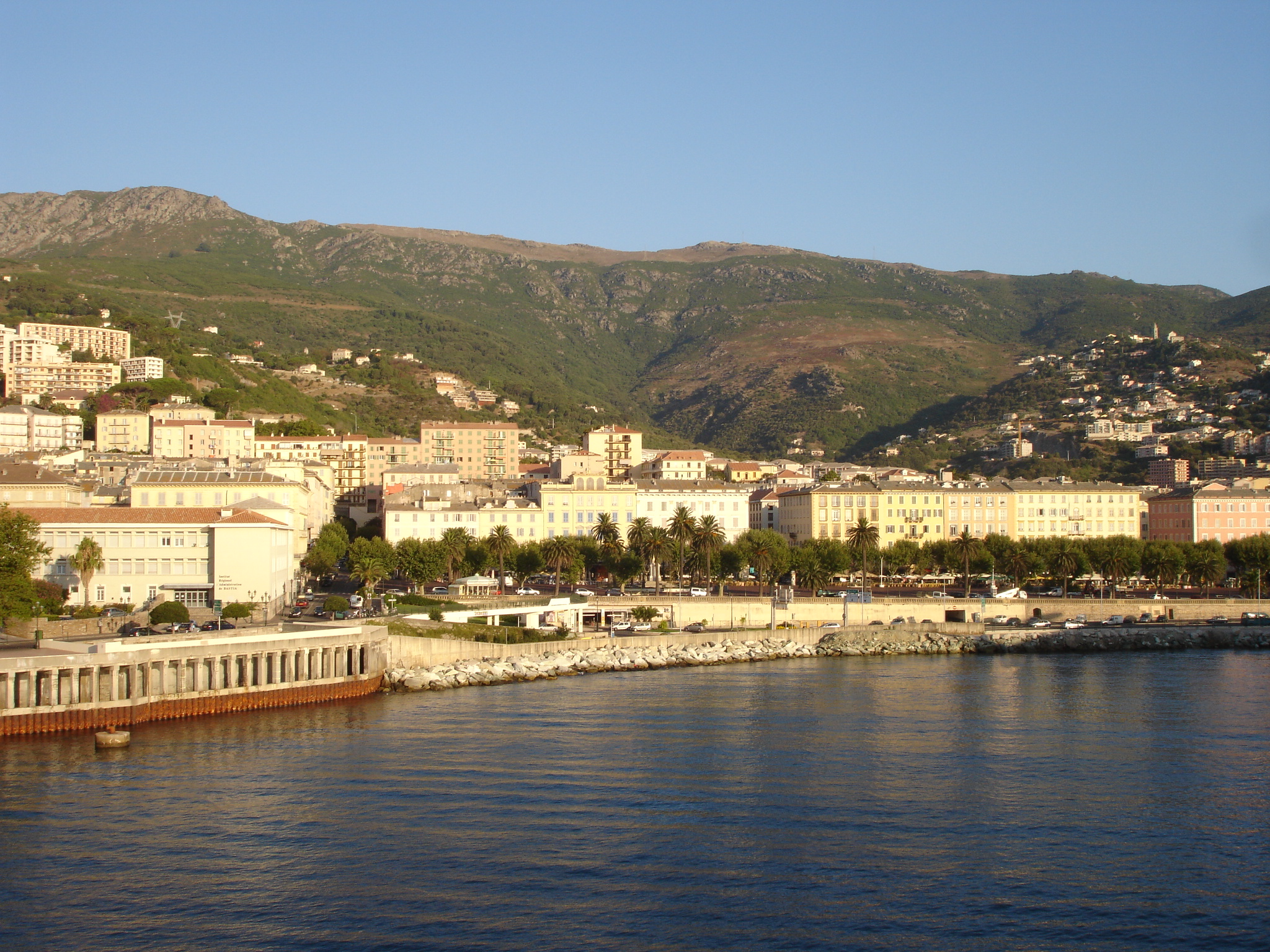
Bastia, terme de la première étape

| Pos. | Pilote              | Copilote                | Voiture              | Groupe | Temps           | Écart             |
| ---- | ------------------- | ----------------------- | -------------------- | ------ | --------------- | ----------------- |
| 1    | Jean Ragnotti       | Jean-Marc Andrié        | Renault 5 Turbo      | 4      | 7 h 21 min 08 s |                   |
| 2    | Bernard Darniche    | Alain Mahé              | Fiat 131 Abarth      | 4      | 7 h 23 min 45 s | + 2 min 37 s      |
| 3    | Jean-Luc Thérier    | Michel Vial             | Porsche 911 SC       | 4      | 7 h 23 min 46 s | + 2 min 38 s      |
| 4    | Michèle Mouton      | Annie Arrii             | Fiat 131 Abarth      | 4      | 7 h 28 min 23 s | + 7 min 15 s      |
| 5    | Walter Röhrl        | Christian Geistdörfer   | Fiat 131 Abarth      | 4      | 7 h 31 min 19 s | + 10 min 11 s     |
| 6    | Guy Fréquelin       | Jean Todt               | Talbot Sunbeam Lotus | 2      | 7 h 33 min 08 s | + 12 min 00 s     |
| 7    | Attilio Bettega     | Arnaldo Bernacchini     | Fiat 131 Abarth      | 4      | 7 h 37 min 07 s | + 15 min 59 s     |
| 8    | Jean-Louis Clarr    | Jean-François Fauchille | Opel Ascona 400      | 4      | 7 h 38 min 49 s | + 17 min 41 s     |
| 9    | Bruno Saby          | 'Tilber'                | Renault 5 Turbo      | 4      | 7 h 40 min 42 s | + 19 min 34 s     |
| 10   | Alain Coppier       | Josépha Laloz           | Porsche 911 SC       | 4      | 7 h 42 min 22 s | + 21 min 14 s     |
| 11   | Francis Vincent     | Willy Huret             | Porsche 911 SC       | 3      | 7 h 57 min 17 s | + 36 min 09 s     |
| 12   | Andy Dawson         | Kevin Gormley           | Datsun 160J PA10     | 2      | 7 h 58 min 42 s | + 37 min 34 s     |
| 13   | Sébastien Vannucci  | Gilbert Dini            | Porsche 911 SC       | 3      | 8 h 12 min 42 s | + 51 min 34 s     |
| 14   | Christian Gardavot  | Christian Audibert      | Porsche 911 SC       | 3      | 8 h 12 min 56 s | + 51 min 48 s     |
| 15   | Jean Bagarry        | Alain Bonne             | Porsche 911 SC       | 3      | 8 h 18 min 22 s | + 57 min 14 s     |
| 16   | Paul Rouby          | Alain Garçon            | Renault 5 Alpine     | 2      | 8 h 19 min 45 s | + 58 min 37 s     |
| 17   | Jean-Marie Tichadou | Jean-Paul Pandolfi      | Ford Escort RS2000   | 1      | 8 h 20 min 13 s | + 59 min 05 s     |
| 18   | Jean-Félix Farrucci | Albert Gori             | Opel Ascona          | 1      | 8 h 22 min 31 s | + 1 h 01 min 23 s |
| 19   | Luc Desangles       | Bernard Falempin        | Opel Kadett GT/E     | 2      | 8 h 22 min 46 s | + 1 h 01 min 38 s |
| 20   | Gérard Swaton       | Martine Cordesse        | Opel Kadett GT/E     | 1      | 8 h 29 min 02 s | + 1 h 07 min 54 s |

### Deuxième étape

#### Bastia - Calvi - Saint-Roch
Les trente équipages rescapés repartent de Bastia à minuit. Les conditions se sont considérablement dégradées : le vent souffle par bourrasques, neige et grêle sont prévues sur le parcours. C'est tout d'abord de fortes pluies que doivent affronter les concurrents sur la route de Calvi, puis vers le golfe de Porto. Seules vingt-quatre voitures parviennent à Saint-Roch, au lever du jour, où une pause d'une demi-heure est prévue. Bettega est notamment sorti de la route peu après Bastia. La Fiat n'est pas très endommagée mais l'équipage n'est pas parvenu à l'extraire du bas-côté. Les trois spéciales nocturnes ont permis à Ragnotti de porter son avance sur Darniche et Thérier, toujours en lutte pour la seconde place, à plus de sept minutes. Toujours quatrième, Michèle Mouton a une nouvelle fois été retardée (problèmes d'amortisseurs) et compte désormais près d'un quart d'heure de retard sur la Renault de tête ; elle ne compte plus qu'une minute d'avance sur Fréquelin, cinquième.
| Pos. | Pilote              | Copilote                | Voiture              | Groupe | Temps            | Écart             |
| ---- | ------------------- | ----------------------- | -------------------- | ------ | ---------------- | ----------------- |
| 1    | Jean Ragnotti       | Jean-Marc Andrié        | Renault 5 Turbo      | 4      | 10 h 38 min 00 s |                   |
| 2    | Bernard Darniche    | Alain Mahé              | Fiat 131 Abarth      | 4      | 10 h 45 min 24 s | + 7 min 24 s      |
| 3    | Jean-Luc Thérier    | Michel Vial             | Porsche 911 SC       | 4      | 10 h 45 min 51 s | + 7 min 51 s      |
| 4    | Michèle Mouton      | Annie Arrii             | Fiat 131 Abarth      | 4      | 10 h 52 min 28 s | + 14 min 28 s     |
| 5    | Guy Fréquelin       | Jean Todt               | Talbot Sunbeam Lotus | 2      | 10 h 53 min 29 s | + 15 min 29 s     |
| 6    | Walter Röhrl        | Christian Geistdörfer   | Fiat 131 Abarth      | 4      | 10 h 58 min 30 s | + 20 min 30 s     |
| 7    | Alain Coppier       | Josépha Laloz           | Porsche 911 SC       | 4      | 11 h 10 min 33 s | + 32 min 33 s     |
| 8    | Bruno Saby          | 'Tilber'                | Renault 5 Turbo      | 4      | 11 h 13 min 38 s | + 35 min 38 s     |
| 9    | Jean-Louis Clarr    | Jean-François Fauchille | Opel Ascona 400      | 4      | 11 h 14 min 42 s | + 36 min 42 s     |
| 10   | Andy Dawson         | Kevin Gormley           | Datsun 160J PA10     | 2      | 11 h 36 min 55 s | + 58 min 55 s     |
| 11   | Christian Gardavot  | Christian Audibert      | Porsche 911 SC       | 3      | 12 h 06 min 26 s | + 1 h 28 min 26 s |
| 12   | Jean-Félix Farrucci | Albert Gori             | Opel Ascona          | 1      | 12 h 09 min 47 s | + 1 h 31 min 47 s |
| 13   | Paul Rouby          | Alain Garçon            | Renault 5 Alpine     | 2      | 12 h 10 min 28 s | + 1 h 32 min 28 s |
| 14   | Jean Bagarry        | Alain Bonne             | Porsche 911 SC       | 3      | 12 h 17 min 32 s | + 1 h 39 min 32 s |
| 15   | Luc Desangles       | Bernard Falempin        | Opel Kadett GT/E     | 2      | 12 h 20 min 59 s | + 1 h 42 min 59 s |

#### Saint-Roch - Corte: le tournant de la course

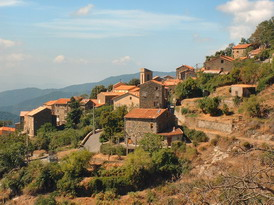
Le hameau de Saint-Roch, départ de la quatorzième épreuve spéciale.

La météo s'est encore dégradée lorsque les équipages se présentent au départ de la quatorzième spéciale, donné du hameau de Saint-Roch, au pied de Letia. Les bourrasques de vent ont fait tomber les bogues et les feuilles des châtaigniers sur la route et dans un lacet de grosses branches obstruent la route. Parti le premier, Ragnotti est rapidement bloqué ; avec son copilote Jean-Marc Andrié il commence à déblayer le passage, bientôt aidé par Darniche et Alain Mahé, partis une minute plus tard, puis par Thérier et Vial et enfin par Röhrl et Christian Geistdörfer. Les quatre équipages parviennent finalement à pratiquer une ouverture et repartent aussitôt, Ragnotti, qui a perdu près de quatre minutes, précédant Darniche, Thérier et Röhrl, puis Fréquelin qui a pu passer sans s'arrêter et les a rejoints. Le parcours est particulièrement difficile à cause des feuilles et des bogues rendant la route particulièrement glissante. En difficulté avec ses pneus usés, Darniche se laisse dépasser par Thérier, puis par Röhrl. Il ne semble pas avoir vu Fréquelin qui, disposant de pneus efficaces, le rattrape dans une portion très étroite et cherche aussitôt à passer. Comme après un kilomètre la Fiat ne s'est pas écartée, Fréquelin commence à pousser son adversaire, puis se porte à sa hauteur. Darniche n'a apparemment pas saisi la manœuvre et, dans le virage suivant, ça ne passe pas ; les voitures s'accrochent et sortent en contrebas de la route, heureusement sans gravité, les deux pilotes s'accusant mutuellement d'avoir volontairement provoqué l'accident ! Une plainte pour homicide sera même déposée auprès de la gendarmerie locale !
Ce double abandon est bientôt suivi d'un troisième, la Renault 5 de tête se mettant subitement à ralentir, batterie déchargée à cause d'un alternateur défaillant. Thérier se retrouve en tête du rallye, alors que Ragnotti abandonne après quelques kilomètres à faible allure, dans l'impossibilité de rejoindre Corte. À l'arrivée de l'épreuve, le pilote normand occupe la première place avec une confortable avance de plus de sept minutes sur la Fiat de Michèle Mouton et près de douze sur celle de Röhrl. Les autres pilotes, emmenés par Alain Coppier et sa Porsche, sont à plus de vingt minutes. Après l'abandon de Fréquelin, c'est maintenant Dawson, septième sur sa Datsun, qui mène en groupe 2.
| Pos. | Pilote              | Copilote                | Voiture          | Groupe | Temps            | Écart             |
| ---- | ------------------- | ----------------------- | ---------------- | ------ | ---------------- | ----------------- |
| 1    | Jean-Luc Thérier    | Michel Vial             | Porsche 911 SC   | 4      | 11 h 55 min 24 s |                   |
| 2    | Michèle Mouton      | Annie Arrii             | Fiat 131 Abarth  | 4      | 12 h 02 min 52 s | + 7 min 28 s      |
| 3    | Walter Röhrl        | Christian Geistdörfer   | Fiat 131 Abarth  | 4      | 12 h 07 min 17 s | + 11 min 53 s     |
| 4    | Alain Coppier       | Josépha Laloz           | Porsche 911 SC   | 4      | 12 h 19 min 31 s | + 24 min 07 s     |
| 5    | Bruno Saby          | 'Tilber'                | Renault 5 Turbo  | 4      | 12 h 21 min 43 s | + 26 min 19 s     |
| 6    | Jean-Louis Clarr    | Jean-François Fauchille | Opel Ascona 400  | 4      | 12 h 23 min 36 s | + 28 min 12 s     |
| 7    | Andy Dawson         | Kevin Gormley           | Datsun 160J PA10 | 2      | 12 h 50 min 01 s | + 54 min 37 s     |
| 8    | Christian Gardavot  | Christian Audibert      | Porsche 911 SC   | 3      | 13 h 20 min 28 s | + 1 h 25 min 04 s |
| 9    | Paul Rouby          | Alain Garçon            | Renault 5 Alpine | 2      | 13 h 23 min 06 s | + 1 h 27 min 42 s |
| 10   | Jean-Félix Farrucci | Albert Gori             | Opel Ascona      | 1      | 13 h 24 min 05 s | + 1 h 28 min 41 s |
| 11   | Luc Desangles       | Bernard Falempin        | Opel Kadett GT/E | 2      | 13 h 33 min 57 s | + 1 h 38 min 33 s |
| 12   | Jean Bagarry        | Alain Bonne             | Porsche 911 SC   | 3      | 13 h 34 min 05 s | + 1 h 38 min 41 s |

#### Corte - Quenza - Ajaccio

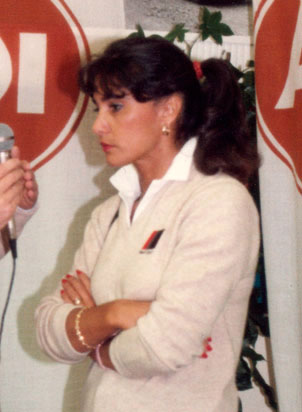
Une cascade d'incidents mécaniques a fait rétrograder Michèle Mouton de la deuxième à la cinquième place.

Sauf incident, Thérier a course gagnée. Le pilote normand va dès lors rouler à sa main. Derrière lui, Michèle Mouton va perdre le bénéfice de sa très belle course, une cascade d'incidents venant entraver sa progression : c'est tout d'abord un problème de différentiel qui lui fait concéder une minute, avant qu'elle ne noie son boîtier électronique dans une flaque d'eau entre Palneca et Ghisoni ; moteur arrêté, elle est secourue par Christian Dorche, qui avec sa Peugeot 505 parvient à pousser la Fiat sur plusieurs kilomètres, jusqu'au point d'assistance. Le boîtier est changé, mais la Française a perdu seize minutes et rétrogradé à la quatrième place derrière Röhrl et Coppier. Elle va perdre cinq autres minutes au contrôle horaire suivant, n'étant pas parvenue à rattraper sur le parcours routier le temps perdu à l'assistance, puis deux autres pour faire remplacer le collecteur d'échappement. Elle chute ainsi à la cinquième place, derrière Bruno Saby qui a effectué une course très régulière sur une Renault 5 Turbo pratiquement de série. Avec plus de dix minutes d'avance sur Röhrl, Thérier ne prend plus aucun risque. Il regagne Ajaccio pour y remporter son premier Tour de Corse, devant Röhrl, nouveau champion du monde, et son coéquipier Coppier. Malgré l'abandon de Ragnotti, une Renault 5 Turbo est à l'arrivée grâce à Bruno Saby, quatrième devant Michèle Mouton qui malgré une foule d'ennuis parvient à terminer à la cinquième place. Sixième jusqu'à quelques kilomètres de l'arrivée, Jean-Louis Clarr est le dernier pilote à abandonner, un arbre de roue de son Opel ayant cassé juste avant Agosta. La sixième place échoit finalement à Dawson, qui remporte le groupe 2. Le pilote britannique sera déclassé lors des vérifications techniques pour un problème de suspensions non conformes sur sa Datsun, puis réintégré quelques semaines plus tard après réclamation de son équipe. Au total, seulement seize équipages sont à l'arrivée.

### Classement général
| Pos | No  | Pilote              | Copilote              | Voiture          | Temps            | Écart             | Groupe |
| --- | --- | ------------------- | --------------------- | ---------------- | ---------------- | ----------------- | ------ |
| 1   | 9   | Jean-Luc Thérier    | Michel Vial           | Porsche 911 SC   | 14 h 51 min 43 s |                   | 4      |
| 2   | 3   | Walter Röhrl        | Christian Geistdörfer | Fiat 131 Abarth  | 15 h 02 min 06 s | + 11 min 23 s     | 4      |
| 3   | 10  | Alain Coppier       | Josépha Laloz         | Porsche 911 SC   | 15 h 17 min 21 s | + 25 min 38 s     | 4      |
| 4   | 18  | Bruno Saby          | 'Tilber'              | Renault 5 Turbo  | 15 h 21 min 25 s | + 29 min 42 s     | 4      |
| 5   | 15  | Michèle Mouton      | Annie Arrii           | Fiat 131 Abarth  | 15 h 23 min 57 s | + 32 min 14 s     | 4      |
| 6   | 17  | Andy Dawson         | Kevin Gormley         | Datsun 160J PA10 | 15 h 54 min 57 s | + 1 h 03 min 14 s | 2      |
| 7   | 34  | Christian Gardavot  | Christian Audibert    | Porsche 911 SC   | 16 h 26 min 37 s | + 1 h 34 min 54 s | 3      |
| 8   | 75  | Paul Rouby          | Alain Garçon          | Renault 5 Alpine | 16 h 33 min 02 s | + 1 h 41 min 19 s | 2      |
| 9   | 104 | Jean-Félix Farrucci | Albert Gori           | Opel Ascona      | 16 h 43 min 11 s | + 1 h 51 min 28 s | 1      |
| 10  | 36  | Jean Bagarry        | Alain Bonne           | Porsche 911 SC   | 16 h 49 min 31 s | + 1 h 57 min 48 s | 3      |

### Hommes de tête
- ES1 à ES4 :  Jean Ragnotti -  Jean-Marc Andrié (Renault 5 Turbo)
- ES5 à ES7 :  Jean-Claude Andruet -  'Biche' (Fiat 131 Abarth)
- ES8 à ES13 :  Jean Ragnotti -  Jean-Marc Andrié (Renault 5 Turbo)
- ES14 à ES18 :  Jean-Luc Thérier -  Michel Vial (Porsche 911 SC)

### Vainqueurs d'épreuves spéciales
- Jean Ragnotti -  Jean-Marc Andrié (Renault 5 Turbo) : 9 spéciales (ES 1, 2, 4, 6 à 8, 11 à 13)
- Bernard Darniche -  Alain Mahé (Fiat 131 Abarth) : 2 spéciales (ES 3, 5)
- Jean-Luc Thérier -  Michel Vial (Porsche 911 SC) : 2 spéciales (ES 9, 10)
- Walter Röhrl -  Christian Geistdörfer (Fiat 131 Abarth) : 2 spéciales (ES 15, 16)
- Alain Coppier -  Josépha Laloz (Porsche 911 SC) : 2 spéciales (ES 17, 18)
- Bruno Saby -  'Tilber' (Renault 5 Turbo) : 1 spéciale (ES 14)

## Résultats des principaux engagés
| No  | Pilote                | Copilote                | Voiture              | Groupe | Classement général                                      | Class. groupe |
| --- | --------------------- | ----------------------- | -------------------- | ------ | ------------------------------------------------------- | ------------- |
| 1   | Timo Salonen          | Seppo Harjanne          | Datsun 160J PA10     | 2      | ab. dans la 5e spéciale (sortie de route)               | -             |
| 2   | Guy Fréquelin         | Jean Todt               | Talbot Sunbeam Lotus | 2      | ab. dans la 14e spéciale (accident)                     | -             |
| 3   | Walter Röhrl          | Christian Geistdörfer   | Fiat 131 Abarth      | 4      | 2e à 11 min 23 s                                        | 2e            |
| 4   | Jean Ragnotti         | Jean-Marc Andrié        | Renault 5 Turbo      | 4      | ab. dans la 14e spéciale (alternateur)                  | -             |
| 5   | Bernard Darniche      | Alain Mahé              | Fiat 131 Abarth      | 4      | ab. dans la 14e spéciale (accident)                     | -             |
| 6   | Jean-Claude Andruet   | 'Biche'                 | Fiat 131 Abarth      | 4      | ab. dans la 9e spéciale (courroie de pompe à injection) | -             |
| 7   | Pierre-Louis Moreau   | Patrice Baron           | Porsche 911 SC       | 3      | ab. après la 2e spéciale (tenue de route)               | -             |
| 8   | Attilio Bettega       | Arnaldo Bernacchini     | Fiat 131 Abarth      | 4      | ab. dans la 11e spéciale (accident)                     | -             |
| 9   | Jean-Luc Thérier      | Michel Vial             | Porsche 911 SC       | 4      | 1er                                                     | 1er           |
| 10  | Alain Coppier         | Josépha Laloz           | Porsche 911 SC       | 4      | 3e à 25 min 38 s                                        | 3e            |
| 11  | Francis Vincent       | Willy Huret             | Porsche 911 SC       | 3      | ab. dans la 11e spéciale (embrayage)                    | -             |
| 12  | Alain Beauchef        | Daniel Brichot          | Ford Escort RS2000   | 2      | ab. dans la 1re étape (freins)                          | -             |
| 14  | Jean-Louis Clarr      | Jean-François Fauchille | Opel Ascona 400      | 4      | ab. dans la 18e spéciale (transmission)                 | -             |
| 15  | Michèle Mouton        | Annie Arrii             | Fiat 131 Abarth      | 4      | 5e à 32 min 14 s                                        | 5e            |
| 16  | Henri Toivonen        | Antero Lindqvist        | Talbot Sunbeam Lotus | 2      | Forfait                                                 | -             |
| 17  | Andy Dawson           | Kevin Gormley           | Datsun 160J PA10     | 2      | 6e à 1 h 03 min 14 s                                    | 1er           |
| 18  | Bruno Saby            | 'Tilber'                | Renault 5 Turbo      | 4      | 4e à 29 min 42 s                                        | 4e            |
| 20  | Olivier Lamirault     | Chantal Sola            | Alpine A310 V6       | 4      | ab. dans la 1re étape (moteur)                          | -             |
| 22  | Robert Simonetti      | Daniel Rognoni          | Porsche 911 SC       | 4      | ab. dans la 6e spéciale                                 | -             |
| 25  | Francis Serpaggi      | Michel Neri             | Renault 5 Turbo      | 4      | ab. dans la 9e spéciale (boîte de vitesses)             | -             |
| 32  | Jean-Pierre Manzagol  | Jean-François Filippi   | Renault 5 Turbo      | 4      | ab. après la 10e spéciale (moyeu arrière)               | -             |
| 33  | Claude Balesi         | Jean-Paul Cirindini     | Renault 5 Turbo      | 4      | ab. dans la 5e spéciale (sortie de route)               | -             |
| 34  | Christian Gardavot    | Christian Audibert      | Porsche 911 SC       | 3      | 7e à 1 h 34 min 54 s                                    | 1er           |
| 36  | Jean Bagarry          | Alain Bonne             | Porsche 911 SC       | 3      | 10e à 1 h 57 min 48 s                                   | 2e            |
| 37  | Sébastien Vannucci    | Gilbert Dini            | Porsche 911 SC       | 3      | ab. dans la 11e spéciale                                | -             |
| 38  | Jean-Pierre Ballet    | Gérard Kerespert        | Porsche 911 SC       | 3      | ab. dans la 10e spéciale (couple conique)               | -             |
| 46  | Claude Laurent        | Jacques Marché          | Peugeot 505 SRD      | 2      | 14e à 2 h 10 min 55 s                                   | 4e            |
| 53  | Christian Dorche      | Bernard Martin-Dondoz   | Peugeot 505 SRD      | 2      | 15e à 2 h 13 min 47 s                                   | 5e            |
| 60  | Luc Desangles         | Bernard Falempin        | Opel Kadett GT/E     | 2      | 11e à 1 h 58 min 52 s                                   | 3e            |
| 75  | Paul Rouby            | Alain Garçon            | Renault 5 Alpine     | 2      | 8e à 1 h 41 min 19 s                                    | 2e            |
| 81  | Jean-Michel Simonetti | Jean-Marie Soriano      | Renault 5 Alpine     | 2      | 13e à 2 h 08 min 06 s                                   | 3e            |
| 103 | Bernard Picone        | Robert Cianelli         | Opel Kadett GT/E     | 1      | ab. dans la 1re étape                                   | -             |
| 104 | Jean-Félix Farrucci   | Albert Gori             | Opel Ascona          | 1      | 9e à 1 h 51 min 28 s                                    | 1er           |
| 106 | Gérard Swaton         | Martine Cordesse        | Opel Kadett GT/E     | 1      | 12e à 2 h 06 min 40 s                                   | 2e            |
| 114 | Jean-Marie Tichadou   | Jean-Paul Pandolfi      | Ford Escort RS2000   | 1      | ab. dans la 2e étape                                    | -             |

## Classements des championnats à l'issue de la course

### Constructeurs
- attribution des points : 10, 9, 8, 7, 6, 5, 4, 3, 2, 1 respectivement aux dix premières marques de chaque épreuve, additionnés de 8, 7, 6, 5, 4, 3, 2, 1 respectivement aux huit premières de chaque groupe (seule la voiture la mieux classée de chaque constructeur marque des points). Les points de groupe ne sont attribués qu'aux concurrents ayant terminé dans les dix premiers au classement général.
- seuls les sept meilleurs résultats (sur dix épreuves) sont retenus pour le décompte final des points.

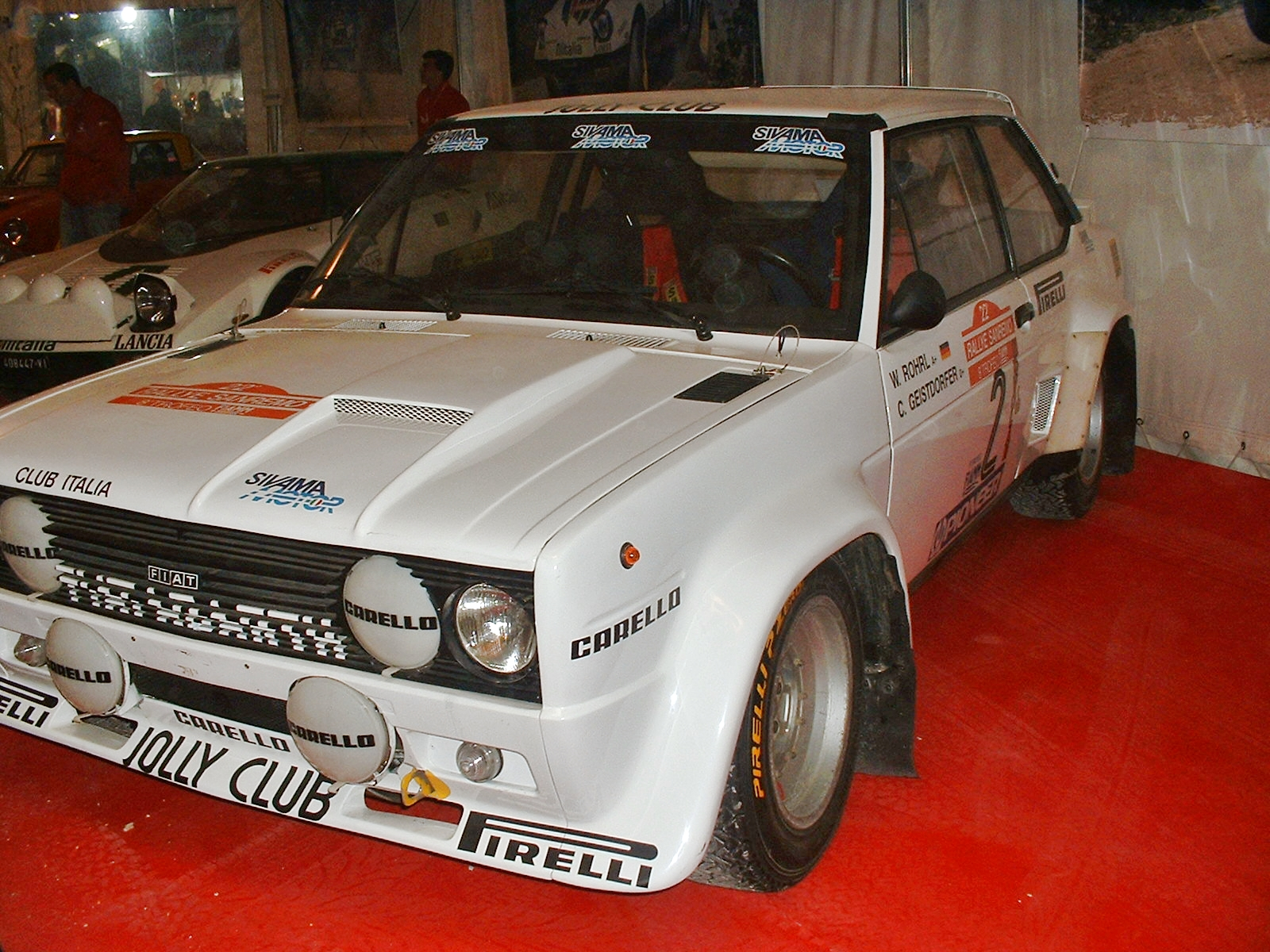
La seconde place obtenue en Corse assure à Fiat le titre des constructeurs 1980.

| Pos. | Marque        | Points | M-C  | POR  | SAF  | ACR  | ARG  | NZL  | SAN  | COR  | RAC | BAN |
| ---- | ------------- | ------ | ---- | ---- | ---- | ---- | ---- | ---- | ---- | ---- | --- | --- |
| 1    | Fiat          | 120    | 10+8 | 10+8 | -    | 8+7  | 10+8 | 9+8  | 10+8 | 9+7  |     |     |
| 2    | Datsun        | 80     | -    | -    | 10+8 | 9+8  | 7+7  | 10+8 | -    | 5+8  |     |     |
| 3    | Ford          | 73     | 2+6  | 4+8  | -    | 10+8 | 5+6  | 4+4  | 9+7  | -    |     |     |
| 4    | Mercedes-Benz | 61     | -    | 7+6  | 8+8  | -    | 9+8  | 8+7  | -    | -    |     |     |
| 5    | Opel          | 58     | 7+5  | -    | 6+7  | 7+6  | -    | -    | 3+7  | 2+8  |     |     |
| 6    | Talbot        | 31     | -    | 8+8  | -    | -    | -    | -    | 7+8  | -    |     |     |
| 7    | Porsche       | 28     | 2+8  | -    | -    | -    | -    | -    | -    | 10+8 |     |     |
| 8    | Lancia        | 20     | 9+7  | -    | -    | 2+2  | -    | -    | -    | -    |     |     |
| 9    | Toyota        | 18     | -    | 5+4  | -    | 5+4  | -    | -    | -    | -    |     |     |
| 10   | Volkswagen    | 14     | 6+8  | -    | -    | -    | -    | -    | -    | -    |     |     |
| 10=  | Peugeot       | 14     | -    | -    | -    | 1+1  | 6+6  | -    | -    | -    |     |     |
| 12   | Vauxhall      | 12     | -    | -    | -    | -    | -    | 5+7  | -    | -    |     |     |
| 12=  | Renault       | 12     | -    | -    | -    | -    | -    | -    | -    | 7+5  |     |     |
| 14   | Mitsubishi    | 7      | -    | -    | -    | -    | -    | 1+6  | -    | -    |     |     |
| 15   | FSO           | 2      | -    | 1+1  | -    | -    | -    | -    | -    | -    |     |     |

### Pilotes
- attribution des points : 20, 15, 12, 10, 8, 6, 4, 3, 2, 1 respectivement aux dix premiers de chaque épreuve.
- seuls les sept meilleurs résultats (sur douze épreuves) sont retenus pour le décompte final des points.

| Pos. | Pilote           | Marque                        | Points | M-C | SUE | POR | SAF | ACR | ARG | FIN | NZL | SAN | COR | RAC | BAN |
| ---- | ---------------- | ----------------------------- | ------ | --- | --- | --- | --- | --- | --- | --- | --- | --- | --- | --- | --- |
| 1    | Walter Röhrl     | Fiat                          | 118    | 20  | -   | 20  | -   | 8   | 20  | -   | 15  | 20  | 15  |     |     |
| 2    | Ari Vatanen      | Ford                          | 50     | -   | -   | -   | -   | 20  | -   | 15  | -   | 15  | -   |     |     |
| 3    | Hannu Mikkola    | Ford, Mercedes-Benz¹          | 49     | -   | 10  | -   | -   | -   | 15¹ | -   | 12¹ | 12  | -   |     |     |
| 4    | Markku Alén      | Fiat                          | 47     | -   | -   | 15  | -   | 12  | -   | 20  | -   | -   | -   |     |     |
| 5    | Timo Salonen     | Datsun                        | 45     | -   | 4   | -   | -   | 15  | -   | 6   | 20  | -   | -   |     |     |
| 6    | Björn Waldegård  | Fiat, Mercedes-Benz¹          | 43     | 12  | 12  | 10¹ | 1¹  | -   | -   | -   | 8¹  | -   | -   |     |     |
| 7    | Anders Kulläng   | Opel                          | 40     | 10  | 20  | -   | -   | 10  | -   | -   | -   | -   | -   |     |     |
| 8    | Shekhar Mehta    | Datsun                        | 30     | -   | -   | -   | 20  | -   | 10  | -   | -   | -   | -   |     |     |
| 9    | Per Eklund       | Volkswagen, Datsun¹, Triumph² | 23     | 8   | 3¹  | -   | -   | -   | -   | 12² | -   | -   | -   |     |     |
| 10   | Guy Fréquelin    | Talbot                        | 22     | -   | -   | 12  | -   | -   | -   | -   | -   | 10  | -   |     |     |
| 11   | Jean-Luc Thérier | Porsche                       | 20     | -   | -   | -   | -   | -   | -   | -   | -   | -   | 20  |     |     |
| 12   | Björn Johansson  | Opel                          | 18     | -   | 8   | -   | -   | -   | -   | 10  | -   | -   | -   |     |     |
| 13   | Bernard Darniche | Lancia                        | 15     | 15  | -   | -   | -   | -   | -   | -   | -   | -   | -   |     |     |
| 13=  | Stig Blomqvist   | Saab                          | 15     | -   | 15  | -   | -   | -   | -   | -   | -   | -   | -   |     |     |
| 13=  | Rauno Aaltonen   | Datsun                        | 15     | -   | -   | -   | 15  | -   | -   | -   | -   | -   | -   |     |     |
| 13=  | Attilio Bettega  | Fiat                          | 15     | 6   | -   | -   | -   | 3   | -   | -   | -   | 6   | -   |     |     |
| 17   | Alain Coppier    | Porsche                       | 14     | 2   | -   | -   | -   | -   | -   | -   | -   | -   | 12  |     |     |
| 18   | Vic Preston Jr   | Mercedes-Benz                 | 12     | -   | -   | -   | 12  | -   | -   | -   | -   | -   | -   |     |     |
| 18=  | Carlos Reutemann | Fiat                          | 12     | -   | -   | -   | -   | -   | 12  | -   | -   | -   | -   |     |     |
| 18=  | Michèle Mouton   | Fiat                          | 12     | 4   | -   | -   | -   | -   | -   | -   | -   | -   | 8   |     |     |
| 18=  | Ove Andersson    | Toyota                        | 12     | -   | -   | 6   | -   | 6   | -   | -   | -   | -   | -   |     |     |